# Chamseddine El Ouni
Pour les articles homonymes, voir Ouni (homonymie).
 (juillet 2022).
Si vous disposez d'ouvrages ou d'articles de référence ou si vous connaissez des sites web de qualité traitant du thème abordé ici, merci de compléter l'article en donnant les références utiles à sa vérifiabilité et en les liant à la section « Notes et références ».
Chamseddine El Ouni (arabe : شمس الدين العوني), né le 5 avril 1963 à Tunis, est un poète tunisien et critique littéraire tunisien.

## Œuvres

### Poésie
- Roses de cendres (1993)
- Je glorifie ce délire (2001)
- De la terre, au-dessus du ciel (2002)
- Il y aura une raison (2005)

### Critiques
- L'expérience poétique du poète Mahmoud Derwich (2005)
- Bas les masques (2004) autour du poète Youssef Rzouga

### Théâtre
- Au-dessus de l'ombre (1998)

## Prix
- Prix national de poésie (1994)